# Kivijärvi (sjö i Finland, Egentliga Finland, lat 60,73, long 21,82)
Kivijärvi är en sjö i Finland. Den ligger i Virmo kommun i landskapet Egentliga Finland, i den sydvästra delen av landet, 180 km väster om huvudstaden Helsingfors. Kivijärvi ligger 20 meter över havet. I omgivningarna runt Kivijärvi växer i huvudsak barrskog. Arean är 47,6 hektar och strandlinjen är 5,41 kilometer lång. Sjön  ingår i Skärgårdshavets kustområde, Åland. 